# طویقون
طویقون یکی از روستاهای استان آذربایجان شرقی است که در دهستان میدان‌چای بخش باسمنج شهرستان تبریز واقع شده‌است.